# Яцковиці
Яцковиці (пол. Jackowice) — село в Польщі, у гміні Здуни Ловицького повіту Лодзинського воєводства.
Населення — 456 осіб (2011).
У 1975-1998 роках село належало до Скерневицького воєводства.

## Демографія
Демографічна структура станом на 31 березня 2011 року:
|          | Загалом | Допрацездатний вік | Працездатний вік | Постпрацездатний вік |
| -------- | ------- | ------------------ | ---------------- | -------------------- |
| Чоловіки | 207     | 35                 | 139              | 33                   |
| Жінки    | 249     | 41                 | 134              | 74                   |
| Разом    | 456     | 76                 | 273              | 107                  |